# Vácuo quântico

Níveis de energia para um elétron em um átomo: nível fundamental e estados excitados. Em Teoria Quântica de Campos, o nível fundamental (de um campo) é usualmente denominado estado de vácuo ou nível de vácuo.

Em Teoria Quântica de Campos, o estado quântico de vácuo (também nomeado vácuo quântico ou estado de vácuo) é o estado quântico com menor energia possível. Geralmente ele não contém partícula alguma. O termo “campo de ponto zero” é por vezes utilizado como sinônimo para o estado de vácuo de um campo quantizado.
Em acordo com o entendimento atual do que é denominando vácuo quântico ou estado de vácuo, ele está longe de ser um “espaço vazio”.  Em acordo com a mecânica quântica, o estado de vácuo não é verdadeiramente vazio mas ao contrário contém resquícios de ondas eletromagnéticas e partículas que desaparecem e surgem oriundas do campo quântico.
O vácuo da Eletrodinâmica Quântica (ou QED) foi o primeiro vácuo da Teoria Quântica de Campos a ser desenvolvido. A Eletrodinâmica Quântica originou-se na década de 1930, e ao findar a década de 1940 e iniciar-se a década de 1950, ela foi reformulada por Feynman, Tomonaga, and Schwinger, que em conjunto receberam o Prêmio Nobel por esse trabalho em 1965. Hoje em dia, as interações eletromagnéticas e a interação fraca encontram-se unificadas (em energias elevadas apenas) na teoria da interação eletrofraca.
O Modelo Padrão é uma generalização do trabalho da Eletrodinâmica Quântica onde incluem-se todas as partículas elementares conhecidas e as interações delas (exceto a gravidade). Cromodinâmica Quântica (ou QCD) é a parte do Modelo Padrão que lida com a interação forte, e vácuo QCD é o vácuo da Cromodinâmica Quântica. Ele é objeto de estudo no  Large Hadron Collider e no Relativistic Heavy Ion Collider, e está relacionado a assim chamada estrutura de vácuo da interação forte 

## Valor esperado não nulo
Se a teoria quântica de campos pode ser precisamente descrita através da teoria de perturbações, então as propriedades do vácuo são análogas às propriedades do nível fundamental de um oscilador harmônico quântico, ou mais precisamente, ao estado fundamental do problema da medição. Nesse caso, o valor esperado de vácuo (VEV) de qualquer operador de campo se anula. Para teorias de campo nas quais a teoria da perturbação falha em baixas energias (por exemplo, Cromodinâmica Quântica ou a Teoria BCS da supercondutividade), operadores de campo podem ter valores esperados de vácuo não nulos denominados condensados. No Modelo Padrão, o valor esperado de vácuo não nulo do campo de Higgs, originário da quebra espontânea de simetria, é o mecanismo pelo qual outros campos na teoria adquirem massa. 

## Energia
O estado de vácuo é associado com a energia de ponto zero, e essa energia de ponto zero (equivalente ao estado de energia menor possível) tem efeitos mensuráveis. Ela pode ser detectada através do efeito Casimir em laboratório. Em cosmologia, a energia do vácuo cosmológico aparece como a constante cosmológica. A energia em um centímetro cúbico de espaço foi calculada estar na casa de um trilionésimo de erg (ou 0.6 eV). Um requerimento explícito imposto a uma  potencial Teoria de Tudo é que a energia de estado de vácuo quântico deva explicar a constante cosmológica fisicamente mensurada.

## Simetria
Para a teoria de campo relativística, o vácuo é um invariante de Poincaré, que se segue dos axiomas de Wightman mas pode também ser provado diretamente sem esses axiomas.  Invariância de Poincaré implica que somente combinações escalares de operadores de campo têm valores esperados de vácuo não nulos. O valor esperado de vácuo pode quebrar algumas das simetrias internas da Lagrangiana da Teoria de Campos. Nesse caso, o vácuo tem menos simetrias que a teoria permite, e se diz que uma quebra espontânea de simetria ocorreu. Veja o mecanismo de Higgs, Modelo Padrão.

## Permissividade não linear
Correções quânticas nas equações de Maxwell são esperadas resultar em uma pequena polarização elétrica não linear no vácuo, resultando em uma permissividade elétrica ε dependente do campo e desviante do valor nominal ε0 da permissividade do vácuo. Esses desenvolvimentos teóricos são descritos, por exemplo por Dittrich and Gies.
A teoria da Eletrodinâmica Quântica prediz que o vácuo QED deva exibir uma leve não linearidade tal que em presença de um campo elétrico muito forte, a permissividade seja aumentada por uma pequena quantidade em relação a ε0. Assunto de esforços experimentais em andamento é possível que um campo elétrico intenso venha a modificar a permeabilidade efetiva do espaço livre, se tornando anisotrópico com um valor ligeiramente abaixo de μ0 na direção do campo elétrico e ligeiramente superior a μ0 na direção perpendicular. O vácuo quântico exposto a um campo elétrico exibe birrefrigência para uma onda eletromagnética viajando em uma direção diferente daquela do campo elétrico. O efeito é similar ao efeito Kerr mas sem matéria estando presente. Essa pequena não linearidade pode ser interpretada em termos de produção de pares virtuais. A dimensão característica do campo elétrico para a qual as não linearidades se tornem mensuráveis é predita ser enorme, cerca de {\displaystyle 1.32\times 10^{18}}V/m, conhecido como limite de Schwinger; a constante  Kerr equivalente tem sido estimada, sendo cerca de 1020 vezes menor que a constante Kerr da água. Explicações para dicroísmo da física de partículas, fora da Eletrodinâmica Quântica, também foram propostas Medir experimentalmente tal efeito é desafiador e ainda não se obteve resultados favoráveis.

## Partículas virtuais
A presença de partículas virtuais pode ser rigorosamente apoiadas na não comutação do campo eletromagnético quantizado. Não-comutação significa que todos os valores médios do campo se anulam no vácuo quântico, entretanto as respectivas variâncias não se anulam. O termo "flutuações quânticas" refere-se à variância da intensidade de campo no estado de mínima energia, e é descrito pitorescamente como evidência para as “partículas virtuais”.
Há tentativas de prover uma visão intuitiva sobre as partículas virtuais, ou variâncias, baseadas no Princípio da Incerteza de Heisenberg, em sua forma energia tempo:
{\displaystyle \Delta E\Delta t\geq {\frac {\hbar }{2}}\,,}
com ΔE e Δt sendo as variações de  energia e tempo respectivamente;
ΔE é a precisão na medida da energia;
Δt é o “tempo gasto” nessa medida; 
ħ é a constante reduzida de Planck.
Seguindo-se as linhas do argumento tem-se que o diminuto tempo de vida das partículas virtuais permite um “borrão" de grandes energias originárias do vácuo e então permite a criação de partículas por curtos períodos. Embora o fenômeno das partículas virtuais seja aceito, essa interpretação da incerteza energia-tempo não é universal . 
O problema é o uso da relação de incerteza limitando a acurácia da medida como se uma incerteza no tempo Δt determinasse uma "quota" para um borrão de energia ΔE. O problema é assim abordado pelo físico David J. Griffiths:
"É frequentemente dito que o princípio da incerteza significa que a energia não é estritamente conservada na Mecânica Quântica – que é permitido a você borrar a energia ΔE, tão logo você pague uma compensação em tempo Δt ≈ ℏ ⁄2ΔE; quanto maior a violação, menor o período na qual ela pode ocorrer. Há várias interpretações corretas do princípio da incerteza energia tempo, mas essa não é uma delas. Em lugar algum a Mecânica Quântica autoriza violações da conservação da energia, e certamente essa autorização não entra na derivação da equação  Eq. 3.151 (ΔE Δt≥ℏ/2)." 
Outro problema é o significado de "tempo" nessa relação, porque energia e tempo (diferentemente da posição q  e momento p, por exemplo) não satisfazem uma relação de comutação canônica (tal como [q, p] = i ħ). Vários esquemas foram desenvolvidos para construir um observável que tenha de alguma forma uma interpretação de tempo correta e ainda não satisfaça uma relação de comutação canônica com a energia. Nada conclusivo no entanto. 
Fato é que muitas das interpretações para o princípio da incerteza energia tempo ainda demandam um longo e cuidadoso escrutínio.
Uma interpretação correta de tempo na relação de incerteza energia tempo de Heisenberg é dada por  L. Mandelstam et. all e pode ser encontrada no artigo “The Uncertainty Relation Between Energy and Time in Non-relativistic Quantum Mechanics” . 

## Natureza física do vácuo quântico
Segundo Astrid Lambrecht (2002): 
 "Quando se limpa o espaço de toda matéria e se abaixa a temperatura para o zero absoluto, se produz em um Gedankenexperiment [experimento mental] o estado quântico de vácuo". 
Ademais, segundo Fowler & Guggenheim (1939/1965), a terceira lei da termodinâmica pode ser precisamente enunciada da seguinte maneira:
É impossível por qualquer procedimento, não importa o quão idealizado, reduzir qualquer sistema ao zero absoluto em um número finito de operações. (Veja também).
Interação fóton-fóton pode ocorrer somente através da interação com o estado de vácuo de algum outro campo, tal como o vácuo do campo elétron-pósitron de Dirac; isso é associado ao conceito de polarização do vácuo De acordo com Milonni (1994): "... todos os campos quânticos têm energias de ponto zero e flutuações de vácuo." Isso significa que há uma componente do vácuo quântico respectivamente para cada componente de campo (considerado na conceitual ausência de outros campos), tal como o campo eletromagnético, o campo elétron-pósitron de Dirac, e assim por diante.
De acordo com Milonni (1994), vários dos efeitos atribuídos ao campo de vácuo eletromagnético podem ter várias interpretações físicas, algumas são mais convencionais que outras. A atração Casimir entre placas condutoras neutras é frequentemente proposta como um exemplo de um efeito do vácuo de campo eletromagnético. Schwinger, DeRaad, and Milton (1978) são citados por Milonni (1994) como validade; embora não convencionalmente, explicam o efeito Casimir com um modelo no qual "o vácuo é tratado como realmente um estado com todas as propriedades físicas iguais a zero" Nesse modelo, os fenômenos observados são explicados como efeitos dos elétrons em movimento no campo eletromagnético, denominado efeito de campo fonte. Milonni escreve: 
A ideia básica aqui é que a força Casimir pode ser derivada apenas a partir dos campos fontes, mesmo na completamente convencional QED, ... Milonni provê argumentos detalhados de que efeitos físicos mensuráveis usualmente atribuídos ao vácuo do campo eletromagnético não podem ser explicados por esse campo sozinho, mas requerem em adição uma contribuição das autoenergias dos elétrons, ou a reação à radiação deles. Ele escreve: "A reação à radiação e os campos de vácuo são dois aspectos da mesma coisa quando se busca por interpretações físicas de vários processos QED incluindo o deslocamento Lamb, forças de Van der Waals, e efeito Casimir."
Esse ponto de vista é também afirmado por Jaffe (2005): "A força Casimir pode ser calculada sem referência às flutuações de vácuo, e como todos os outros efeitos observáveis em QED, ela se anula quando a constante de estrutura fina, α, vai a zero."

## Notações
O estado de vácuo é escrito como {\displaystyle |0\rangle } ou {\displaystyle |\rangle }. O valor esperado de vácuo de qualquer campo {\displaystyle \phi } deve ser escrito como {\displaystyle \langle 0|\phi |0\rangle }.

### Em português
- Uma Breve História do Tempo: Do Big Bang aos Buracos Negros, Stephen William Hawking. Editora Rocco, 1989.
- Uma Nova História do Tempo: Stephen William Hawking e Leonard Mlondinow. Editora Ediouro, 2005. (Uma nova versão de uma Breve História do Tempo, de Stephen William Hawking, acima).
- O Universo numa Casca de Noz: Stephen William Hawking. Editora ARX, 2001.
- A Dança do Universo: dos Mitos de Criação ao Big Bang, Marcelo Gleiser. Cia. das Letras.

### Em inglês
- Free pdf copy of The Structured Vacuum - thinking about nothing by Johann Rafelski and Berndt Muller (1985) ISBN 3-87144-889-3.
- M.E. Peskin and D.V. Schroeder, An introduction to Quantum Field Theory.
- H. Genz,  Nothingness: The Science of Empty Space
- Puthoff, H. E.; Little, S. R.; Ibison, M. (2001). «Engineering the Zero-Point Field and Polarizable Vacuum for Interstellar Flight». arXiv:astro-ph/0107316
- E. W. Davis, V. L. Teofilo, B. Haisch, H. E. Puthoff, L. J. Nickisch, A. Rueda and D. C. Cole(2006)"Review of Experimental Concepts for Studying the Quantum Vacuum Field"
- YAN Kun. Vacuum energy and superluminal velocity(2006), Zero-point energy step equation(2011).